# Saalgasse
De Saalgasse is een van de oudste staten in de Altstadt van Frankfurt am Main. Ze loopt parallel met de oever van de Main. Van in de middeleeuwen tot aan de verwoesting van de stad op 22 maart 1944 vormde de Saal samen met de noordelijker gelegen alte Markt en de in het midden gelegen Bendergasse een van de drie oost-west verkeersassen van de oude binnenstad.
In de straat woonden aanvankelijk de joden van de stad. Nadat deze in 1349 vermoord en verdreven werden eigenden de burgers van de stad zich de huizen toe. Aanvankelijk heette de straat Saalhofgasse naar het imposante Saalhof, maar in de zeventiende eeuw werd dit verkort naar Saalgasse. In het midden lag een klein pleintje dat het Heilig-Geist-Plätzchen genoemd werd. Tijdens de Tweede Wereldoorlog werd de stad verwoest. Na de oorlog werd besloten dat op enkele belangrijke historische gebouwen na, de oude stad niet meer heropgebouwd zou worden. Het Saalhof, het oudste gebouw van de stad, werd in ere hersteld. Een deel van de Saalgasse bleef echter onbebouwd tot in de jaren tachtig toen de Schirn Kunsthalle Frankfurt gebouwd werd. Hierbij werden enkele nieuwe huizen gebouwd in postmoderne stijl die toch iets weg hadden van Altstadthuizen.

## Galerij

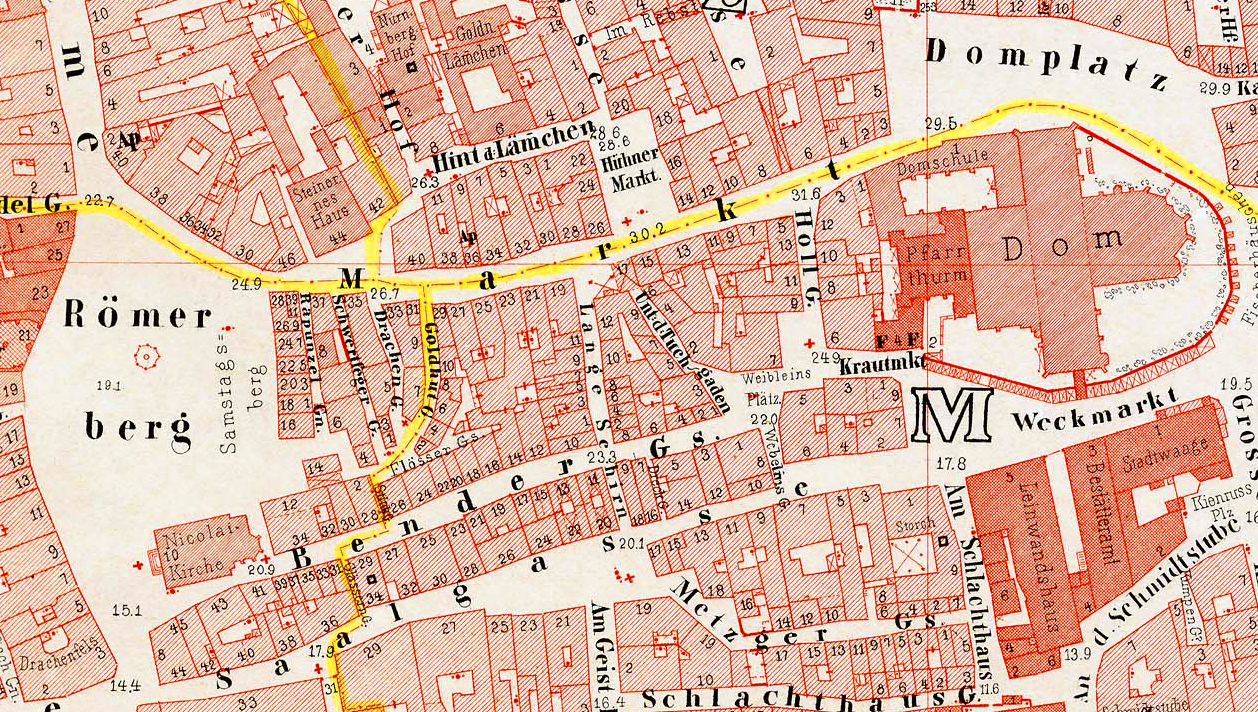
Stadsplan uit 1862
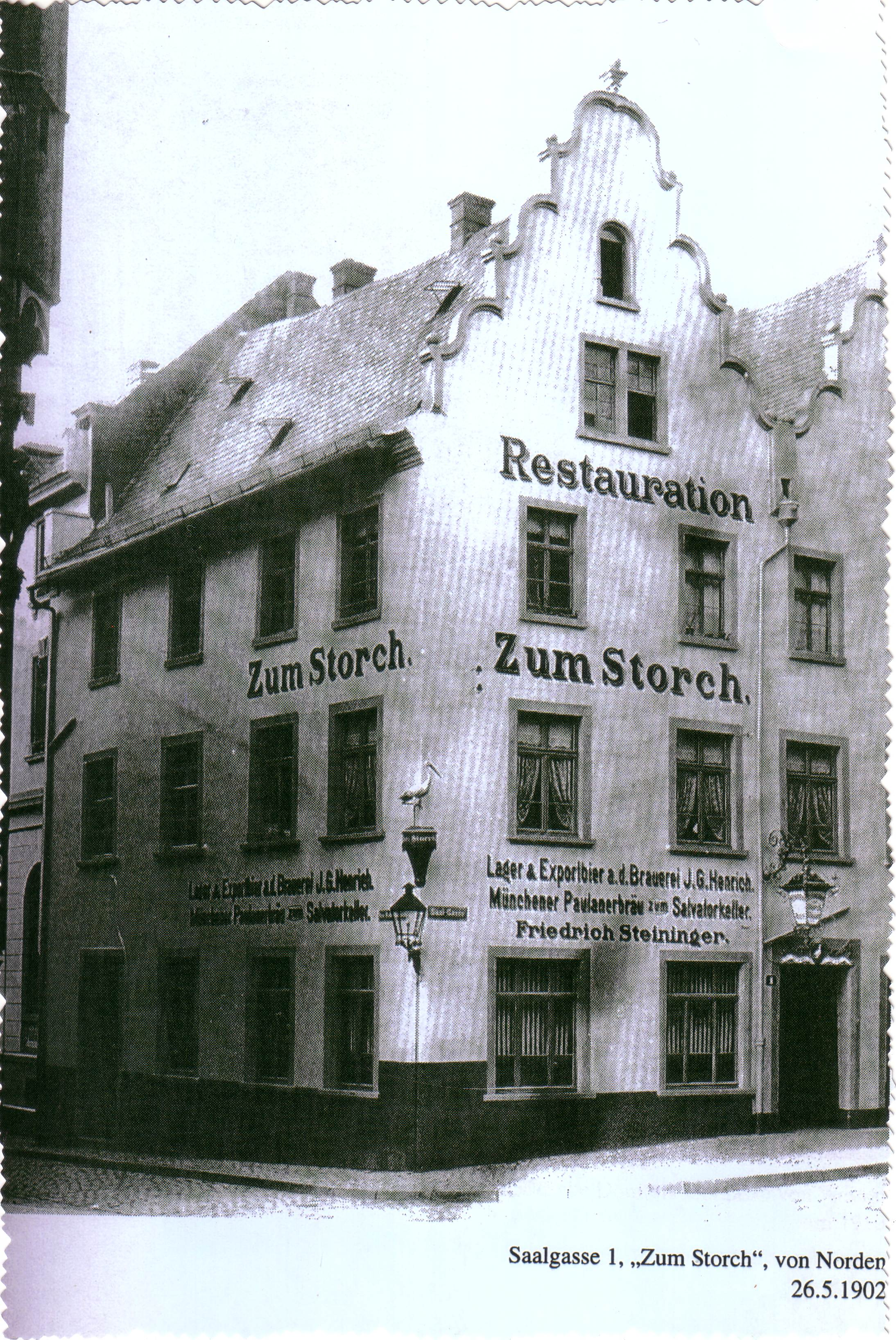
Gasthaus zum Storch, 1902
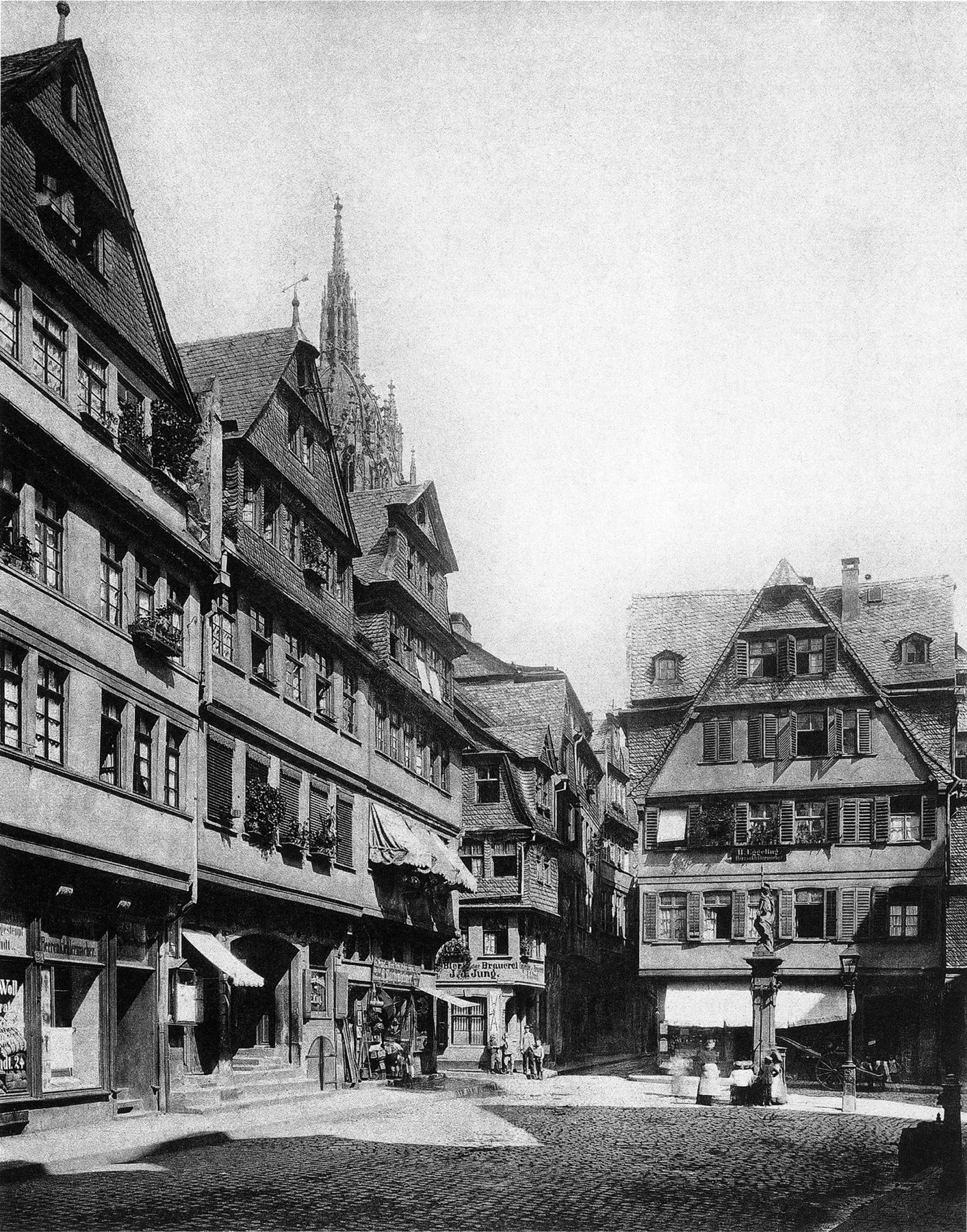
Heilig-Geist-Plätzchen